# Телесна стража (филм)
Телесна стража (јап. 用心棒 Yōjinbō) је јапански џидаи-геки филм из 1961. који је режирао Акира Куросава. Радња је смештена у Јапан у другој половини 19. века. Санђуро, лутајући самурај, стиже у рурални градић и од крчмара сазнаје да је град подељен између два моћна човека, Сеибеија који се бави производњом свиле, и Ушиторуа који производи саке. Обојица су склони коцкању и стално их прате телохранитељи који штите и њих и њихов бизнис. Непрекидно се сукобљавају и ту Санђуро види своју шансу. Понудио је своје услуге обојици и чека бољу понуду.
Телесна стража је један од најпознатијих Куросавиних филмова. Године 1962. је снимљен наставак под називом Санђуро, а 1964. је као римејк снимљен чувени шпагети вестерн филм Серђа Леонеа За шаку долара.